# Restrepiella
 Restrepiella  es un  género de plantas epífitas perteneciente a la tribu Epidendreae de la familia de las orquídeas. Se distribuye desde México a Costa Rica. Es morfológicamente similar al género Restrepia, pero se diferencia en su falta de los aditamentos parecidos a pelos en un labelo móvil y en tener 4 polinias en vez de 2. Incluye unas 14 especies.    

## Descripción
Se desarrolla a partir de un rizoma corto y rastrero, parecido a un moño. Es una epífita robusta que llega a una longitud de entre 8 a 35 cm. El tallo es grueso, cilíndrico y erecto con unos 15 cm de longitud y tiene una bráctea tubular. Las hojas tienen forma oblongo-lanceolada y miden de 8 a 18 cm de longitud, presentan un peciolo corto. 
La flor es pequeña con una longitud de 2 cm. Se desarrollan desde la base de las hojas una cada vez y pueden formar una agrupación de 4 en inflorescencias. Tiene un color marrón amarillento punteado con manchas púrpura. La superficie externa es vellosa. El sépalo dorsal es erecto y ovoide, mientras que los sépalos laterales están fusionados en un sinsépalo con un pequeño apéndice en el extremo. Los pétalos son elípticos y mucho más cortos, con márgenes ciliados. El labelo es carnoso con forma de lengua.
  Florecen desde el invierno hasta la primavera y tienen una fuerte fragancia.  

## Especies
El género Restrepiella comprende unas 14 especies:IPNI
- Restrepiella bicallosa (Luer & R.Escobar) Braas & H.Mohr -- in Orchidee, 33(4): 154 (1982):. (IK)
- Restrepiella clausa (Luer & R.Escobar) Braas & H.Mohr -- in Orchidee, 33(4): 154 (1982):. (IK)
- Restrepiella grandiflora Garay -- Orchid Digest 31: 39. 1967 (GCI)
- Restrepiella hirsutissima (C.Schweinf.) Garay & Dunst. in Dunst. & Garay -- Venez. Orchid. Ill. 4: 266. 1966 (GCI)
- Restrepiella lenkenhoffii Braas & H.Mohr -- Orchidee (Hamburg) 33: 154°, fig. 1982 (GCI)
- Restrepiella lueri Pupulin & Bogarín -- Willdenowia 37(1): 325 (323-329; figs. 1-2). 2007 [31 ago 2007]
- Restrepiella microptera (Schltr.) Garay & Dunst. in Dunst. & Garay -- Venez. Orchid. Ill. 4: 266. 1966 (GCI)
- Restrepiella norae Garay & Dunst. -- Venez. Orchid. Ill. 6: 388 (fig.). 1976 (GCI)
- Restrepiella ophiocephala (Lindl.) Garay & Dunst. in Dunst. & Garay -- Venez. Orchid. Ill. 4: 266. 1966 (GCI)
- Restrepiella pilosissima (Schltr.) Garay & Dunst. in Dunst. & Garay -- Venez. Orchid. Ill. 4: 266. 1966 (GCI)
- Restrepiella powersii (Luer) Braas & H.Mohr -- in Orchidee, 33(4): 154 (1982):. (IK)
- Restrepiella tubulosa (Lindl.) Garay & Dunst. in Dunst. & Garay -- Venez. Orchid. Ill. 4: 266. 1966 (GCI)
- Restrepiella ujarensis (Rchb.f.) Garay & Dunst. in Dunst. & Garay -- Venez. Orchid. Ill. 4: 266. 1966 (GCI)
- Restrepiella viridula (Lindl.) Garay & Dunst. in Dunst. & Garay -- Venez. Orchid. Ill. 4: 268. 1966 (GCI)

## Etimología
El nombre Restrepiella significa Restrepia pequeña. 
El epíteto específico 'ophiocephala' deriva de las palabras griegas 'ophis' = 'serpiente'  y 'cephalos' = 'cabeza'. 

## Nombre común
- Español: "Restrepiella Cabeza de Serpiente"

## Sinonimia
- Pleurothallis ophiocephala Lindl. 1838
- Pleurothallis peduncularis Hook. 1841
- Pleurothallis puberula Klotzsch 1854
- Pleurothallis stigmatoglossa Rchb.f. ex Lindl. 1859
- Restrepia ophiocephala (Lindl.) Rchb.f. 1854

## Hábitat
Esta orquídea pequeña y epífita se encuentran en los bordes de los ríos y en la sombra profunda de los bosques húmedos con sustratos rocosos. 